# John Caldwell (Politiker)
John Caldwell (* 1757 im Prince Edward County, Colony of Virginia; † 19. November 1804 in Frankfort, Kentucky) war ein US-amerikanischer Politiker. Im Jahr 1804 war er Vizegouverneur des Bundesstaates Kentucky.

## Werdegang
Über die Jugend und Schulausbildung von John Caldwell ist nichts überliefert. Er wuchs während der britischen Kolonialzeit auf und durchlebte die Zeit der amerikanischen Revolution. Nach der Abspaltung Kentuckys von Virginia wurde er im Jahr 1792 in den dortigen Staatssenat gewählt. Später wurde er Mitglied der von Thomas Jefferson gegründeten Demokratisch-Republikanischen Partei.
1804 wurde Caldwell an der Seite von Christopher Greenup zum Vizegouverneur von Kentucky gewählt. Dieses Amt bekleidete er nur für einige Monate bis zu seinem Tod am 19. November desselben Jahres. Dabei war er Stellvertreter des Gouverneurs und Vorsitzender des Staatssenats. Er starb, während er einer Sitzung dieses Gremiums vorsaß, an einem Schlaganfall. Das Caldwell County in Kentucky ist nach ihm benannt.